# Nawsie Kołaczyckie
Nawsie Kołaczyckie – wieś w Polsce, położona w województwie podkarpackim, w powiecie jasielskim, w gminie Kołaczyce.

## Integralne części wsi
| SIMC    | Nazwa           | Rodzaj    |
| ------- | --------------- | --------- |
| 0354063 | Blech           | część wsi |
| 0354070 | Chrzanowa       | część wsi |
| 0354086 | Granice         | część wsi |
| 0354092 | Pod Bieździedzą | część wsi |
| 0354100 | Rola            | część wsi |

Od wschodu sąsiaduje z Bieździedzą, od zachodu z Brzyskami, od północy z Kołaczycami, a od południa z Krajowicami.
W latach 1975–1998 miejscowość administracyjnie należała do województwa krośnieńskiego.
Nawsie Kołaczyckie leżą na prawym brzegu Wisłoki, w malowniczej dolinie, otoczonej wzgórzami 0,9 km od Kołaczyc w stronie południowej. Wieś jest położona 232 m n.p.m.
Przez wieś płynie potok Bieździada, uchodzący do Wisłoki. Wieś zawdzięcza swoje powstanie benedyktynom z Tyńca. Jan Długosz nie wspomina nic o nazwie Nawsie, natomiast pisze o wsi Zantkowa („Zętki”), należącej do Kołaczyc, która za jego czasów została opuszczona.
Nawsie Kołaczyckie zasłynęło na większą skalę, dopiero gdy powstała tam wcześniej fabryka perkali, którą przejął Achilles Johannot. Fabryka była znacznym przedsięwzięciem w tym rejonie. Jak podają informacje zatrudniała „dziennie 541 osób”, a rocznie „(...) wyrabiano 6 tys. tuzinów chustek, wielką liczbę sztuk płócienek, perkalów naśladujących wyroby indyjskie, 500 sztuk obrusów i do 15 tysięcy sztuk nankinu”. Większość produkowano na rynki wschodnie (Rosja). Kiedy zbyt zaczął spadać A. Johannot wystawił fabrykę na sprzedaż. W sierpniu 1827 roku fabrykę, a także inne własności Johannot’a sprzedano.